# 1968 au Yukon
Chronologie du Yukon
- 1964
- 1965
- 1966
- 1967
- 1968
- 1969
- 1970
- 1971
- 1972

Cette page concerne des événements d'actualité qui se sont produits durant l'année 1968 dans le territoire canadien du Yukon.

## Politique
- Commissaire  : James Smith (en)
- Législature : 21e

## Événements

Le drapeau du territoire du Yukon.

- 1er mars : Adoption du Drapeau du Yukon
- 25 juin : Les libéraux de Pierre Elliott Trudeau remportent majoritairement l'élection générale fédérale. Dans la circonscription du territoire du Yukon, Erik Nielsen du progressiste-conservateur est réélu pour un sixième mandat face au libéral Chris Findlay et du néo-démocrate Robert A. McLaren.
- 26 novembre : CFWH-TV (en), le canal 6 de Whitehorse, entre en ondes sur CBC Television.